# Tiefer See (Lalendorf)
Der Tiefer See ist ein See in der Nähe von Glasewitz (Mecklenburg-Vorpommern).
Er liegt im Gemeindegebiet von Lalendorf, dessen Kernort rund 6 Kilometer vom See entfernt ist. Der See ist vom Güstrower Steinsitz (Wahrzeichen in Güstrow-Rövertannen) fußläufig gut zu erreichen. Früher wurde der See auch militärisch genutzt.
Der See ist sehr fischreich und hat ein Vorkommen Barschen, Brassen, Hecht, Rotaugen, Schleien, Wels und Zander.